# Pante Beureueh
Pante Beureueh is een bestuurslaag in het regentschap Pidie van de provincie Atjeh, Indonesië. Pante Beureueh telt 247 inwoners (volkstelling 2010).